# Miragaia (Porto)
Miragaia ist eine ehemalige Stadtgemeinde (Freguesia) der nordportugiesischen Stadt Porto. Die Gemeinde hatte 2070 Einwohner (Stand 30. Juni 2011).
Mit der Gebietsreform in Portugal am 29. September 2013 wurden die Gemeinden Miragaia, São Nicolau, Vitória, Cedofeita, Santo Ildefonso und Sé zur neuen Gemeinde União das Freguesias de Cedofeita, Santo Ildefonso, Sé, Miragaia, São Nicolau e Vitória zusammengeschlossen.